# كلاوس لونديكفام
كلاوس لونديكفام (بالنرويجية البوكمول: Claus Lundekvam)‏ (22 فبراير 1973 في النرويج - ) هو لاعب كرة قدم نرويجي في مركز الدفاع. شارك مع منتخب النرويج تحت 21 سنة لكرة القدم ومنتخب النرويج لكرة القدم. أما مع النوادي، فقد لعب مع نادي بران ونادي ساوثهامبتون.

## وصلات خارجية
- كلاوس لونديكفام على موقع IMDb (الإنجليزية)

- كلاوس لونديكفام على موقع الاتحاد الأوربي (الإنجليزية)
- كلاوس لونديكفام على موقع اتحاد النرويج (النرويجية)
- كلاوس لونديكفام على موقع قاعدة بيانات كرة القدم.إي يو (الإنجليزية)
- كلاوس لونديكفام على موقع ناشيونال فوتبول تيمز (الإنجليزية)
- كلاوس لونديكفام على موقع Soccerbase.com (لاعب) (الإنجليزية)
- كلاوس لونديكفام على موقع عالم كرة القدم.نت (الإنجليزية)